# Głos Lekarzy
Głos Lekarzy – pismo lekarskie ukazujące się we Lwowie latach 1903–1914.

## Historia
Wniosek o utworzenie czasopisma przesłał w 1902 roku na Walne Zgromadzenie Towarzystwa Samopomocy Lekarzy Szczepan Mikołajski. Ponownie propozycję zgłosił podczas wiecu lekarzy lwowskich w maju 1903 roku. Przyjęto, że czasopismo powinno być apolityczne i unikać sporów narodowościowych i wyznaniowych. Ponieważ wśród lekarzy było wielu Ukraińców (Rusinów) i Żydów do komitetu redakcyjnego powołano lekarzy nie zwracając uwagi na narodowość. Skład Komitetu: Szczepan Mikołajski, Jakub Moszkowicz, Eugeniusz Ozarkiewicz, Oskar Pilewski, Adolf Wątorek i Witołd Ziembicki. Pierwszy numer ukazał się 15 lipca 1903 roku. Został rozesłany do wszystkich lekarzy z propozycją prenumeraty. Początkowo wychodziło jako dwutygodnik. Ustalono, że pismo będzie wydawane w języku polskim i rozprowadzane wśród prenumeratorów. Już 1000 prenumeratorów wystarczyło, aby pismo mogłoby być wydawanie jako tygodnik. W starcie pismu pomogły przekazane subwencje: 1000 koron od Towarzystwa Samopomocy Lekarzy i po 400 koron krakowska i lwowska Izba lekarska. Publikowany w czasopiśmie kodeks deontologii zdrojowej przygotowany przez Szczepana Mikołajskiego został zatwierdzony w maju 1914 roku podczas zjazdu balneologicznego. Pismo ukazywało się do 1914 roku.